# 柴河林业局 (海林市)
柴河林业局，又称柴河重点国有林管理局，是一个位于中华人民共和国黑龙江省牡丹江市海林市的类似乡级单位，亦是中国龙江森林工业集团（黑龙江省森林工业总局）所属的一个林业局，分属牡丹江林业管理局。
柴河林业局建于1947年，地跨海林市、林口县，施业区总面积34.5万公顷，有林地面积30.5万公顷，活立木总蓄积3329万立方米，森林覆被率89.5%。总人口11.2万人。

## 行政区划
柴河林业局下辖以下单位：
江滨社区、铁东路社区、阳明社区、南岗路社区、东风林场、晨光林场、桦木林场、大青林场、三块石林场、板桥子林场、临江林场、莲花林场、向日林场、秋皮沟林场、细林河林场、柳毛河林场、红光林场、红星林场、卫星林场、新兴林场、宏声林场、二道林场、群力林场、黑牛背林场、头道林场。